# Verein für Leibesübungen von 1899
Il Verein für Leibesübungen von 1899 e.V., conosciuto come VfL Osnabrück è una società calcistica tedesca di Osnabrück, Bassa Sassonia. Milita nella 3. Liga, la terza divisione del calcio tedesco.
Il club fa parte di una società polisportiva che comprende basket, tennis, ginnastica, nuoto e tennistavolo.

## Storia

### Dalla fondazione alla seconda guerra mondiale
Il club nacque nell'aprile 1899 con il nome di FC Osnabrück, anche se è stato costituito ufficialmente solo l'8 marzo 1925, ma un gruppo di giocatori, sempre lo stesso anno, abbandonò la squadra per formarne una nuova, l'SC Rapid, in riferimento al Rapid Vienna. Il Rapid, tredici anni dopo (1938), si ricongiunse con il club originario che da quel momento in poi adottò come colore sociale il porpora, colore che aveva il Rapid in precedenza.
Dopo la riforma del calcio tedesco sotto il terzo reich, l'Osnabrück si trovò a giocare in Gauliga Niedersachsen, la Gauliga della Bassa Sassonia, e vinse la divisione nel 1938 e nel 1939, qualificandosi per le eliminatorie nazionali, ma in entrambe le occasioni la squadra fu eliminata ai primi turni.

### Il dopoguerra
Dopo la Seconda Guerra Mondiale, il club ritornò a giocare con il nome di 1. FSV Osnabrück, ma riprese il vecchio nome nel 1946. La squadra fu relegata a giocare in Oberliga Nord e fino alla creazione della Bundesliga, la squadra è risultata la quarta potenza del girone dietro ad Amburgo, Werder Brema e St. Pauli.

### Anni '60 e '70
Nel 1963 la DFB annunciò la creazione della Bundesliga, la massima serie professionistica della Germania Occidentale. Le violette, in virtù dei risultati conseguiti nelle stagioni passate, riuscirono a qualificarsi solo in seconda divisione, la Regionalliga Nord. La squadra ha avuto ben cinque occasioni consecutive (dal 1969 al 1973) per essere promossa in prima divisione attraverso i play-off promozione, ma è sempre stata eliminata. Per i 30 anni successivi la squadra ha giocato sempre in seconda serie, se si escludono appena due stagioni passate in Amateur Oberliga Nord (la terza serie); inoltre rischiò di retrocedere una terza volta ma al suo posto fu retrocesso il St. Pauli a causa dei suoi problemi finanziari. Il club ha avuto un momento di gloria nel 1979 in Coppa di Germania quando sconfisse in una partita il Bayern Monaco per 5-4.

### Dagli anni '80 ad oggi
Nel 1994, il club retrocesse in Regionalliga, serie dove ha sempre militato se si escludono due stagioni passate in Zweite Bundesliga. Alla fine del campionato 2006-07 la squadra è riuscita a guadagnarsi all'ultima giornata la promozione in seconda serie. Dopo 2 stagioni consecutive nella serie cadetta, retrocesse in 3. Liga al termine del campionato 2008-2009. Vincendo il successivo torneo di terza divisione, riconquistò l'accesso alla categoria superiore.
Il 24 maggio 2011, in seguito alla sconfitta casalinga per 1-3 ai supplementari nello spareggio con la terza classificata della 3. Liga, la Dinamo Dresda (dopo l'1-1 dei tempi regolamentari, stesso risultato della gara d'andata), la squadra retrocede nella terza divisione tedesca. Dopo sette stagioni il club viene promosso nuovamente in 2. Bundesliga vincendo il campionato 2018-2019 con tre giornate di anticipo. Retrocesso nel 2020-2021, riguadagna la seconda serie nel 2022-2023, ma la retrocessione avviene già l'anno dopo.

## Palmarès

### Competizioni regionali
- Oberliga Nord: 1969, 1970, 1971, 1985, 2000

- Gauliga Niedersachsen: 2

1938-1939, 1939-1940

### Competizioni nazionali
- Vincitrice del campionato amatori: 1994-1995

- 3. Liga: 2

2009-2010, 2018-2019
- Fußball-Regionalliga: 5

1968-1969 (Regionalliga Nord), 1969-1970 (Regionalliga Nord), 1970-1971 (Regionalliga Nord), 1998-1999 (Regionalliga Nord), 1999-2000 (Regionalliga Nord)

### Altri piazzamenti
- 3. Liga:

Terzo posto: 2012-2013, 2022-2023
- Oberliga Nord:

Secondo posto: 1951-1952
- Gauliga Niedersachsen:

Secondo posto: 1937-1938, 1940-1941

## Rosa 2023-2024
Aggiornata all'8 gennaio 2024.
| N. |                     | Ruolo | Calciatore            |
| -- | ------------------- | ----- | --------------------- |
| 1  | Germania (bandiera) | P     | Lennart Grill         |
| 3  | Germania (bandiera) | D     | Florian Kleinhansl    |
| 4  | Germania (bandiera) | D     | Maxwell Gyamfi        |
| 5  | Germania (bandiera) | D     | Bashkim Ajdini        |
| 6  | Germania (bandiera) | C     | Maximilian Thalhammer |
| 7  | Germania (bandiera) | C     | Noel Niemann          |
| 8  | Germania (bandiera) | C     | Robert Tesche         |
| 9  | Germania (bandiera) | A     | Erich Engelhardt      |
| 10 | Ghana (bandiera)    | A     | Kwasi Okyere Wriedt   |
| 11 | Germania (bandiera) | A     | Charalambos Makridis  |
| 13 | Germania (bandiera) | C     | Lukas Kunze           |
| 14 | Senegal (bandiera)  | D     | Oumar Diakhite        |
| 15 | Germania (bandiera) | C     | Paterson Chato        |
| 16 | Germania (bandiera) | D     | Henry Rorig           |
| 17 | Germania (bandiera) | C     | Christian Conteh      |
| 18 | Germania (bandiera) | C     | Lars Kehl             |

| N. |                        | Ruolo | Calciatore               |
| -- | ---------------------- | ----- | ------------------------ |
| 21 | Germania (bandiera)    | A     | Lex-Tyger Lobinger       |
| 22 | Germania (bandiera)    | P     | Philipp Kühn             |
| 23 | Paesi Bassi (bandiera) | A     | John Verhoek             |
| 25 | Germania (bandiera)    | D     | Niklas Wiemann           |
| 26 | Germania (bandiera)    | C     | Dave Gnaase              |
| 27 | Francia (bandiera)     | C     | Mickaël Cuisance         |
| 28 | Germania (bandiera)    | D     | Florian Bähr             |
| 29 | Germania (bandiera)    | C     | Oliver Wähling           |
| 30 | Germania (bandiera)    | C     | Emeka Oduah              |
| 32 | Germania (bandiera)    | C     | Jannes Wulff             |
| 33 | Germania (bandiera)    | D     | Timo Beermann (capitano) |
| 35 | Germania (bandiera)    | P     | Daniel Adamczyk          |
| 36 | Germania (bandiera)    | P     | Luca Böggemann           |
| 39 | Germania (bandiera)    | D     | Yigit Karademir          |
|    | Grecia (bandiera)      | C     | Thanasīs Androutsos      |

### Staff tecnico
Dal sito internet ufficiale della società
- Martin Heck - Allenatore in seconda
- Danilo - Allenatore in seconda
- Marcel Höttecke - Preparatore dei portieri
- Mathis Beckmann - Preparatore atletico
- Dr. Thomas Herzig - Medico sociale
- Günter Schröder - Fisioterapista
- Lothar Gans - Coordinatore Sportivo
- Sebastian Rüther - Direttore Marketing
- Mario Richter - Kit manager

## Partecipazione ai campionati
| Livello | Categoria                                         | Partecipazioni | Debutto   | Ultima stagione | Totale |
| ------- | ------------------------------------------------- | -------------- | --------- | --------------- | ------ |
| 1º      | Westfalengau, Bezirksklasse, Bezirksliga, Gauliga | 20             | 1924-1925 | 1943-1944       | 37     |
| 1º      | Oberliga                                          | 17             | 1946-1947 | 1962-1963       | 37     |
| 2º      | Regionalliga                                      | 11             | 1963-1964 | 1973-1974       | 37     |
| 2º      | 2. Bundesliga                                     | 26             | 1974-1975 | 2023-2024       | 37     |
| 3º      | Oberliga                                          | 2              | 1984-1985 | 1993-1994       | 26     |
| 3º      | Regionalliga                                      | 11             | 1994-1995 | 2006-2007       | 26     |
| 3º      | 3. Liga                                           | 13             | 2009-2010 | 2025-2026       | 26     |